# High Heat
High Heat é um filme de comédia de ação americano de 2022 dirigido por Zach Golden e com roteiro escrito por James Pedersen. O filme é estrelado por Olga Kurylenko e Don Johnson. O filme foi lançado em 16 de dezembro de 2022, tanto nos cinemas quanto nas plataformas de streaming.

## Sinopse
Ray e Ana, marido e mulher, são donos e administram um restaurante juntos na noite de inauguração. No entanto, ambos guardam segredos. Ray está em dívida com a Máfia, enquanto Ana é uma ex-agente da KGB. Ambos os segredos são revelados quando a Máfia envia pessoas para matar Ray, mas Ana os repele. Ray e Ana devem trabalhar juntos para salvar seu restaurante e suas vidas.

## Elenco
| Ator                 | Personagem |
| -------------------- | ---------- |
| Olga Kurylenko       | Ana        |
| Don Johnson          | Ray        |
| Kaitlin Doubleday    | Mimi       |
| Chris Diamantopoulos | Tom        |
| Dallas Page          | Dom        |
| Bianca D'Ambrosio    | Becky      |
| Chiara D'Ambrosio    | Kaitlyn    |
| Ivan Martin          | Mick       |
| Jackie Long          | Gary       |
| Dylan Flashner       | Sebastian  |

## Produção
Em outubro de 2021, foi anunciado que as filmagens haviam terminado.

## Lançamento
Em março de 2022, foi anunciado que os direitos mundiais do filme foram adquiridos pela Saban Films. O filme foi lançado nos cinemas, sob demanda e digitalmente em 16 de dezembro de 2022.

## Recepção
O filme tem uma classificação de 64% no Rotten Tomatoes com base em 11 avaliações. Nadir Samara, do Screen Rant, concedeu ao filme duas estrelas de cinco e escreveu: "O elenco está cheio de rostos familiares, mas mesmo eles não conseguem salvar High Heat. Embora bem construído, não há nada de especial no filme." Josh Bell, da Comic Book Resources, elogiou o desempenho de Johnson, chamando-o de "uma surpresa agradável em meio ao fluxo constante de filmes B de ação esquecíveis". Joe Leydon, da Variety, fez uma crítica positiva do filme, chamando-o de "uma boa piada". Julian Roman do MovieWeb também deu ao filme uma crítica positiva e escreveu: " High Heat oferece uma comédia de ação maluca como um prato de fast food... Personagens secundários hilários acrescentam valor ao entretenimento quando a premissa enxuta não é satisfatória. Tiroteios decentes, aliados a cenas de luta sofisticadas, também reforçam a narrativa frágil."